# Taunggyi
Taunggyi (barmsky တောင်ကြီးမြို့) je město v Myanmaru. Je hlavním a nelidnatějším městem Šanského státu. Leží v nadmořské výšce 1 436 m n. m. severně od městečka několik kilometrů severovýchodně od jezera Inle. Po městech Rangún, Mandalaj, Neipyijto a Mawlamyine je pátým nejlidnatějším městem v zemi, když v něm v roce 2014 žilo přibližně 382 tisíc obyvatel. Město je typické pro buddhistický festival horkovzdušmých balónů, který se zde koná pravidelně o úplňku. 
Název města v překladu z barmštiny znamená "velká hora", která se nachází přímo vedle města. Významný růst město zaznamenalo za období Britské Barmy, když do doby, kdy do něj přišli Britové, šlo pouze o vesnici. Oficiálně bylo založeno roku 1894. Ve městě se nachází několik univerzit, nejvýznamnější z nich je Univerzita v Taunggyi. Ve městě je dostupné také sportovní vyžití; leží zde Stadion v Taunggyi, který využívá fotbalový klub Shan United F.C. Je zde rovněž několik zdravotnických zařízení, nejvýznamnějším z nich je nemocnice Sao San Htun. Převažuje zde vlhké subtropické podnebí, místy hraničící s oceánickým podnebím. 